# Bury the Hatchet
| Recensione | Giudizio |
| ---------- | -------- |
| AllMusic   |          |

Bury the Hatchet è il quarto album del gruppo alternative rock irlandese The Cranberries, pubblicato il 19 aprile 1999 dalla Island Records.

## Copertina
Il fronte e il retro di copertina sono scatti fotografici realizzati da Storm Thorgerson in Arizona. L'idea dell'occhio è ispirata al Grande Fratello di George Orwell.

## Tracce
1. Animal Instinct
2. Loud and Clear
3. Promises
4. You & Me
5. Just My Imagination
6. Shattered
7. Desperate Andy
8. Saving Grace
9. Copycat
10. What's on My Mind
11. Delilah
12. Fee Fi Fo
13. Dying in the Sun
14. Sorry Son

## Altre versioni
L'album è stato ripubblicato nel 2002 con il titolo Bury the Hatchet (session complete 1998-1999) che include le tracce:
- Baby Blues
- Sweetest Thing
- Woman Without Pride
- Such a Shame
- Paparazzi on Mopeds

Esiste anche una terza versione chiamata Bury the Hatchet The Complete Sessions, costituito da 2 cd. Nel secondo CD vi sono le seguenti tracce:
- Baby Blues
- Sweetest Thing
- Woman Without Pride
- Such a Shame
- Paparazzi on Mopeds
- Promises (live)
- Animal Instinct (live)
- Loud and Clear (live)
- You and Me (live)
- Shattered (live)
- Desperate Andy (live)
- Delilah (live)

## Classifiche
| Classifica (1999) | Posizione massima |
| ----------------- | ----------------- |
| Australia         | 11                |
| Austria           | 2                 |
| Belgio (Fiandre)  | 11                |
| Belgio (Vallonia) | 7                 |
| Canada            | 1                 |
| Europa            | 1                 |
| Finlandia         | 4                 |
| Francia           | 2                 |
| Germania          | 1                 |
| Irlanda           | 4                 |
| Italia            | 2                 |
| Norvegia          | 4                 |
| Nuova Zelanda     | 6                 |
| Paesi Bassi       | 9                 |
| Regno Unito       | 7                 |
| Spagna            | 1                 |
| Stati Uniti       | 13                |
| Svezia            | 4                 |
| Svizzera          | 1                 |